# Atlético Bello Sabaneta
Corporación Deportiva Atlético Bello (dawniej znany jako Bello Fútbol Club) – kolumbijski klub z siedzibą w mieście Sabaneta w prowincji Antioquia, działający w latach 1995–2007.

## Historia
Klub założony został 15 sierpnia 1995 pod początkową nazwą Bello Fútbol Club, którą później zmienił na Corporación Deportiva Atlético Bello. Mecze u siebie rozgrywał na stadionie Estadio Tulio Ospina znajdującym się w mieście Bello. W 2007 roku Atlético Bello zaprzestał działalności.